# Junior M.A.F.I.A.
Junior M.A.F.I.A. – amerykańska grupa hip-hopowa pochodząca z dzielnicy Bedford-Stuyvesant na Brooklynie. Została założona w 1994 roku przez The Notorious B.I.G. i rok później wydała swój pierwszy studyjny album pt. Conspiracy. Grupę następnie rozwiązano w 1997 r. po śmierci założyciela.

## Historia
Grupa hip-hopowa Junior M.A.F.I.A. powstała na początku lat 90. XX wieku w dzielnicy Bedford-Stuyvesant na Brooklynie. Wszyscy członkowie grupy dorastali w tej samej okolicy.
Ich debiutancki album pt. Conspiracy ukazał się w 1995 roku nakładem nowojorskiej wytwórni muzycznej Big Beat Records. Płyta była wyprodukowana w stylu podobnym do debiutanckiej produkcji z 1994 r. Ready to Die, The Notorious B.I.G.. B.I.G. udzielił się jedynie w czterech utworach spośród wszystkich na płycie. Raperzy poruszają tematy związane z przemocą, pieniędzmi i seksem. Album zawiera produkcje od DJ Clark Kent, EZ Elpee, Daddy-O, Akshun, i Special Ed. Wydawnictwo zyskało pozytywne recenzje, ale krytykowano je za to, że poszczególni członkowie grupy nie pokazali swoich wszystkich umiejętności. Album zadebiutował na 8. miejscu amerykańskiej listy notowań Billboard 200 ze sprzedażą 69 000 egzemplarzy, a następnie uzyskał status złotej płyty przyznanej przez RIAA.
Pierwszy singel pt. "Player’s Anthem" wyprodukowany przez DJ-a Clarka Kenta, zdobył uznanie w Stanach Zjednoczonych, tym samym plasując się na 13. miejscu listy notowań Hot 100 ze sprzedażą ponad 500 000 egzemplarzy. Następnie został zatwierdzony jako złoto przez RIAA. Kolejny utwór promujący album został wydany 9 sierpnia 1995 r., także produkcji Kenta. Uplasował się na 5. pozycji listy Hot Dance Singles Sales. Ostatni singel z płyty "Get Money" został wydany we wrześniu 1995 r. Gościnie udzieliła się Aaliyah. Utwór produkcji Ez Elpee dotarł do 17. miejsca Hot 100 i został zatwierdzony jako platyna. Tygodnik Billboard umieścił "Get Money" na 89. miejscu listy Hot 100 roku 1996. Sukces singli "Player's Anthem" i "Get Money" pomógł Lil’ Kim rozwinąć własną karierę muzyczną.
Po zabójstwie The Notorious B.I.G w 1997 roku, grupa rozpadła się. W 2005 roku zespół reaktywował się jedynie z trzema członkami. Lil' Cease, Klepto i Banger jako Junior M.A.F.I.A. wydali album zatytułowany Riot Musik. Płyta dotarła do 61. miejsca amerykańskiej listy notowań Top R&B/Hip-Hop. Na produkcji gościnnie wystąpili Prodigy, Jadakiss czy Blake C - jeden z członków pierwotnego składu Junior M.A.F.I.A. 26 marca 2007 roku ukazał się ostatni studyjny album zespołu pt. Die Anyway, ale nie był notowany.

## Dyskografia
Źródło.
- Conspiracy (1995)
- Riot Musik (2005)
- Die Anyway (2007)

## Filmografia
- Chronicles of Junior M.A.F.I.A. (2004)
- Reality Check: Junior Mafia vs Lil Kim (2006)
- Life After Death: The Movie (2007)
- Notorious (portret, 2009)